# Diocesi di Corico

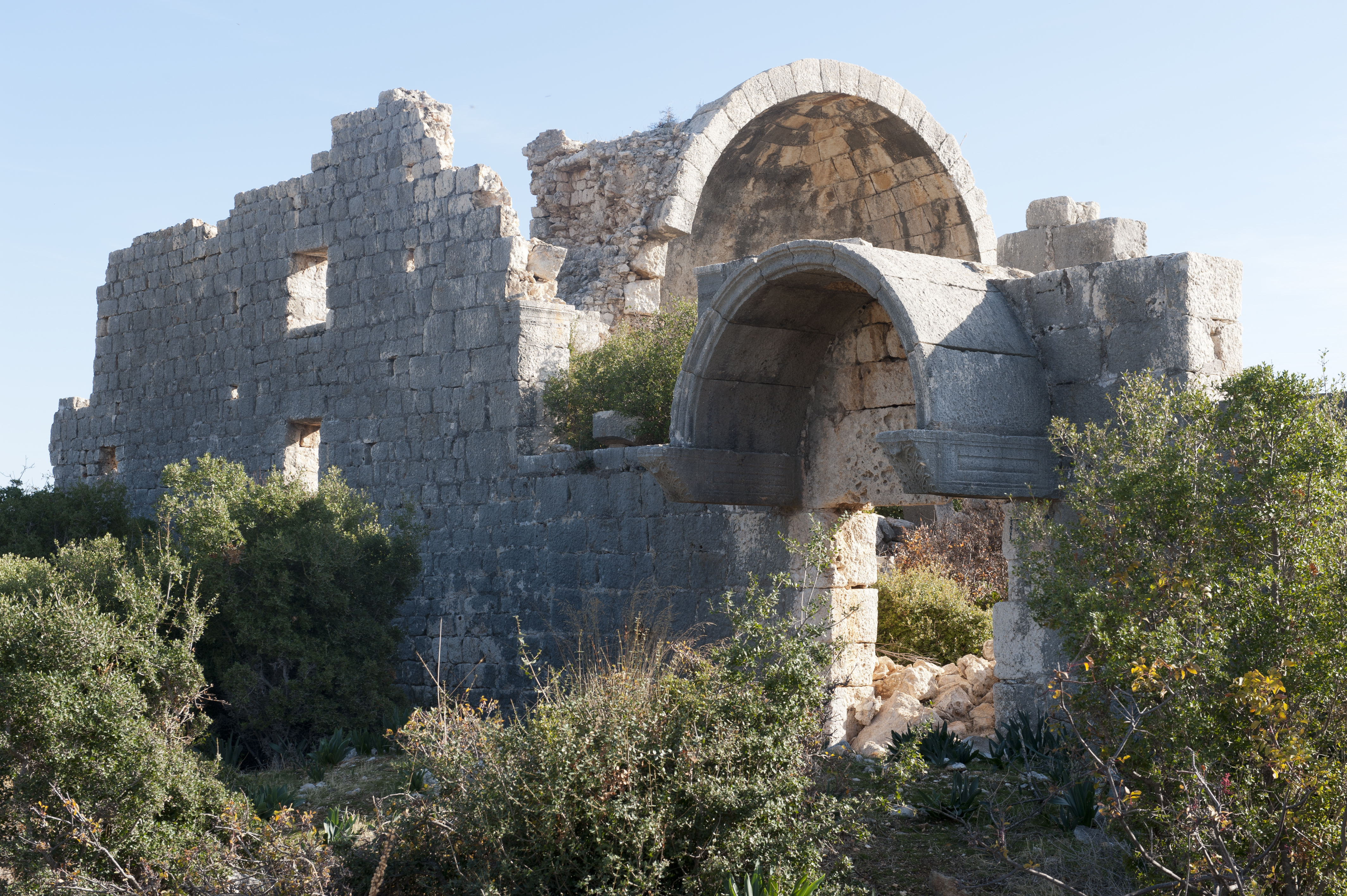
Resti di una chiesa di Corico.

La diocesi di Corico (in latino Dioecesis Coryciensis) è una sede soppressa del patriarcato di Antiochia e una sede titolare della Chiesa cattolica.

## Storia
Corico, corrispondente alla città di Kızkalesi in Turchia, è un'antica sede episcopale della provincia romana della Cilicia Prima nella diocesi civile d'Oriente. Faceva parte del patriarcato di Antiochia ed era suffraganea dell'arcidiocesi di Tarso, come attestato da una Notitia episcopatuum datata alla seconda metà del VI secolo.
Sono diversi i vescovi noti di quest'antica diocesi. Germano assistette al primo concilio di Costantinopoli nel 381. Sallustio fu tra i padri del concilio di Efeso nel 431; al concilio di Calcedonia del 451 era assente, ma gli atti conciliari furono firmati, al posto suo, dal metropolita Teodoro di Tarso. Indaco è menzionato in una lettera di Severo di Antiochia datata tra 515 e 518; il nome di Indaco è stato ritrovato in un'iscrizione di Corico. Archelao prese parte al concilio di Costantinopoli convocato dal patriarca Mena nel 536. Cipriano partecipò al secondo concilio di Costantinopoli nel 553. Giovanni intervenne al terzo concilio di Costantinopoli nel 680 e al concilio in Trullo nel 691-692. Un sigillo datato all'XI/XII secolo ha restituito il nome del vescovo Giovanni.
Le ricerche archeologiche hanno riportato alla luce diversi monumenti cristiani, tra cui la cattedrale, costruita nel 429 circa, quattro grandi chiese o basiliche, e altre sei o sette cappelle.
In epoca crociata, un vescovo di nome Gerardo è segnalato al concilio di Antiochia del 1136.
Successivamente la città di Corico fu per un certo periodo occupata dai Lusignano di Cipro, che restaurarono una sede episcopale latina. Essa tuttavia ebbe vita breve, a causa dell'occupazione turca. I suoi vescovi ripararono a Cipro, dove risiedettero come titolari fino alla scomparsa del titolo sul finire del XIV secolo.
Tra i vescovi di questo periodo si segnala in modo particolare Giovanni Fardini, il quale, durante l'epoca dello scisma d'Occidente, era ritornato a Cipro per cercare di portare all'obbedienza romana la chiesa isolana, senza riuscirvi. Il papa avignonese Clemente VII aveva dato l'ordine di capiatis et in carceribus vestris detineatis Ioannem Fardini.
Dal XVIII secolo Corico è annoverata tra le sedi vescovili titolari della Chiesa cattolica; la sede è vacante dal 27 ottobre 1967.

## Cronotassi

### Vescovi greci
- Germano † (menzionato nel 381)
- Sallustio † (prima del 431 - dopo il 451)
- Indaco † (menzionato nel 515/518)
- Archelao † (menzionato nel 536)
- Cipriano † (menzionato nel 553)
- Giovanni I † (prima del 680 - dopo il 692)
- Giovanni II † (XI/XII secolo)

### Vescovi latini
- Gerardo † (menzionato nel 1136)
- Giovanni † (menzionato nel 1286)
- Pietro † (? deceduto)
- Giovanni Fardini, O.P. † (6 marzo 1370 - 22 dicembre 1372 nominato vescovo di Cerenzia)
- Ubertino da Corleone, O.F.M. † (22 dicembre 1372 - 28 novembre 1373 nominato vescovo di Patti)
- Giacomo, O.F.M. † (12 ottobre 1394 - ?)

### Vescovi titolari
- Hilario a Jesu Costa, O.A.D. † (3 ottobre 1735 - 1740 deceduto)
- Anton Maria Martin von Stegner † (30 marzo 1778 - 28 maggio 1778 deceduto)
- Valentin Anton von Schneid † (13 dicembre 1779 - 30 ottobre 1802 deceduto)
- Grzegorz Zachariasiewicz † (27 marzo 1809 - 16 maggio 1814 deceduto)
- Pietro de Urmeny † (28 agosto 1820 - 15 novembre 1839 deceduto)
- Lorenzo Serafini, O.F.M.Cap. † (27 aprile 1840 - 3 gennaio 1846 deceduto)
- Joseph Dittrich † (27 febbraio 1846 - 5 ottobre 1853 deceduto)
- Juan Gregorio Urbieta † (15 dicembre 1856 - 23 marzo 1860 nominato vescovo di Asunción)
- Michel-Esther Le Turdu, M.E.P. † (1º marzo 1871 - 10 maggio 1877 deceduto)
- Edmund Knight † (6 maggio 1879 - 25 aprile 1882 nominato vescovo di Shrewsbury)
- Tommaso Montefusco † (15 marzo 1883 - 1º giugno 1888 nominato vescovo di Oria)
- Michael Comerford † (2 novembre 1888 - dicembre 1895 deceduto)
- Luis Pérez y Pérez, O.S.A. † (10 marzo 1896 - 15 aprile 1910 deceduto)
- Louis Jean Martrou, C.S.Sp. † (10 dicembre 1912 - 22 marzo 1925 deceduto)
- José Miralles y Sbert † (3 luglio 1925 - 14 aprile 1926 succeduto vescovo di Barcellona)
- Franjo (Franz Emil Dietegan Graf von) Salis-Seewis, S.I. † (23 aprile 1926 - 27 ottobre 1967 deceduto)